# Sondergerichtsverordnung von 1933
Mit der Sondergerichtsbarkeitsverordnung von 1933, Langtitel Verordnung der Reichsregierung über die Bildung von Sondergerichten vom 21. März 1933  wurde durch das Kabinett Hitler (einer Koalitionsregierung aus NSDAP und DNVP) anlässlich des Tags von Potsdam für jeden der 26 Oberlandesgerichtsbezirke ein Sondergericht gebildet. Ursprünglich für den Ausnahmefall während der turbulenten Phase der Machtergreifung geschaffen, wurden den Gerichten immer weitere Deliktzuständigkeiten übertragen, bis ab 1940 die Anklagebehörde nach freier Wahl Klage vor den Sondergerichten einreichen konnte.

## Entstehung und Inhalt
Sondergerichte sollten schon in den Anfangsjahren und der Endphase der Weimarer Republik vorübergehend eine schnelle Bestrafung politisch motivierter Straftaten durch vereinfachte Verfahren ermöglichen. In der Phase der Machtübernahme und nach dem Reichstagsbrand wurden mit der von Staatssekretär Schlegelberger entworfenen Verordnung für Verstöße gegen die beiden folgen Verordnungen Sondergerichte zuständig:
1. Verordnung des Reichspräsidenten zum Schutz von Volk und Staat vom 28. Februar 1933 (Reichstagsbrandverordnung)
2. Verordnung zur Abwehr heimtückischer Angriffe gegen die Regierung der nationalen Erhebung vom 21. März 1933 (Heimtückeverordnung)

Mit prozessualen Vereinfachungen und dem Ausschluss von Rechtsmitteln gegen die Entscheidungen dieser Gerichte, sollte eine schnelle und öffentlichkeitswirksame Bestrafung erfolgen.
In den Folgejahren stieg der Strafverfolgungskanon rasch an. Im Februar 1940 wurde den Sondergerichten eine Zuständigkeit nach freier Wahl der Anklagebehörde übertragen. Die ursprüngliche Ausnahme wurde zur Regel. 1942 beschrieb das Zentralorgan des Rechtswahrerbundes die Sondergerichte als bewährte „Standgerichte der inneren Front“.